# Domenico Lucano
Domenico «Mimmo» Lucano (Melito di Porto Salvo, 31 de maig de 1958) és un polític italià, que va exercir de batlle de Riace entre 2004 i 2018.

## Biografia
Va néixer a Melito di Porto Salvo el 1958, però no va trigar a traslladar-se a Riace (Calàbria). Ha treballat com a docent, també s'ha dedicat des de la dècada de 1990 a l'activisme pels drets humans. Es va convertir en l'alcalde de Riace el 2004, i va ser reelegit el 2009 i el 2014.
Ha destacat per la seva forma de tractar els refugiats; com a alcalde, va permetre assentar 450 refugiats entre els 1.800 habitants de la localitat, revitalitzant-la i evitant el tancament del col·legi local.
Va ser inclòs per la revista Fortune com un dels líders més importants del món el 2016; concretament, en el número 40 del llistat de la revista.
Lucano va ser detingut el 2 d'octubre de 2018 acusat d'afavorir la immigració il·legal, i va ser posar sota arrest domiciliari.Al cap d'uns dies recuperà la llibertat però amb la prohibició de tornar a Riace. Una iniciativa de l'esquerra italiana recollí adhesions per a proposar la localitat per al Premi Nobel de la Pau.
El 30 de setembre de 2021, el Tribunal de Locri el va condemnar a 13 anys i 2 mesos de presó per la gestió irregular dels fons públics destinats a l'acollida de refugiats i sol·licitants d'asil. Aquesta pena va representar 5 anys superior a la sol·licitada per la Fiscalia, ja que va ser considerat culpable de frau, malversació de fons, associació il·lícita i abús d'autoritat.